# D-Roc
Dennis Miles, plus connu sous le pseudonyme de D-Roc, était un guitariste de metal américain né le 23 septembre 1959 et mort le 17 août 2004.
Ami d'enfance d'Ice-T et d'Ernie-C, il s'est illustré en tant que guitariste rythmique et membre fondateur du groupe Body Count.
D-Roc avait pour habitude de monter sur scène le visage recouvert par un masque de hockey. Ceci a toujours été attribué (par les autres membres du groupe) à sa timidité, et à sa volonté de ne pas devenir célèbre. Néanmoins, ce masque s'est finalement imposé comme l'un des symboles du groupe.
Il faisait également partie d'un autre groupe, Pitch Blaack.
Le 17 août 2004, il meurt des suites d'un lymphome à l'hôpital de Duarte en Californie.